# Oliver Wyman
Oliver Wyman è una società di consulenza manageriale statunitense, controllata dal gruppo Marsh & McLennan.
Fondata a New York nel 1984, l'azienda ha più di 60 uffici in Europa, Nord America, Medio Oriente e Asia-Pacifico, impiegando oltre 5 000 professionisti.

## Storia
Nel 1984, sei consulenti lasciarono la società di consulenza Booz Allen Hamilton per dare vita ad una nuova azienda. Alexander Oliver e William Wyman, entrambi ex partner di Booz, volevano difatti creare un soggetto che si specializzasse ed eccellesse nella consulenza di un determinato settore in un momento in cui la maggior parte delle altre aziende stava cercando di diventare generalista.
La scelta fu quella di concentrarsi sul lavoro con grandi istituzioni finanziarie, che rimane ancora oggi il core business della società.